# Wilhelm z Ware
Wilhelm z Ware (również: Guillelmus Guarra, de Waria, de Warre, Guarro, Warro, Varro, Varron, Uar, Ver; ur. w I poł. XIII w., zm. po 1305) – teolog, filozof średniowieczny.

## Wykształcenie
W poł XIII w. wstąpił do zakonu franciszkanów i przebywał w Londynie. Następnie na początku l. 80 XIII w. studiował w Oksfordzie. Od lat 90. przebywał w Paryżu, gdzie był mistrzem Jana Dunsa Szkota.

## Poglądy
Stał na stanowisku wyższości teologii nad filozofią. Jednocześnie uważał, że istotną rolę w poznaniu teologicznym stanowi intelekt.
Rozwijał rozważania na temat dowodzenia istnienia Boga.